# Delta du Saloum
Cet article court présente un sujet plus développé dans : Parc national du delta du Saloum.
Le delta du Saloum est un delta de rivière au Sénégal, où le Saloum se jette dans l'océan Atlantique. 
Le site dispose également d'amas coquilliers constituant un site historique. 

## Protection environnementale et reconnaissance internationale
Pour son intérêt écosystémique, la zone est protégée par le parc national du delta du Saloum, créé en 1976.
Le delta est inscrit au patrimoine mondial depuis 2011 et il est reconnu au titre de réserve de biosphère depuis 1981 par l'Unesco.